# Allium ilgazense
Allium ilgazense är en amaryllisväxtart som beskrevs av Neriman Özhatay. Allium ilgazense ingår i släktet lökar, och familjen amaryllisväxter. Inga underarter finns listade i Catalogue of Life.